# Flor da Vila Dalila
O Grêmio Recreativo Cultural Escola de Samba Flor de Vila Dalila é uma escola de samba da cidade de São Paulo.

## História
A entidade começou num campo de futebol na Zona Leste de São Paulo, com jogadores e torcedores que após as partidas faziam rodas de samba. Entres essas pessoas tinham três amigos: Antonio Carlos Rosa, Osmar e José Roberto. Foi então que nasceu em 31 de março de 1973  na casa do senhor Antonio Carlos Rosa (o Brandão) nasceu a escola. Ela já teve vários nomes: Dama da Noite, Falcão do Morro da Vila Dalila.
Depois que se tornou Flor da Vila Dalila ela começou seus desfiles em 1974, mas não participou por motivo de atraso. A escola já esteve quatro vezes no Grupo Especial (1983, 1984, 1986 e 1988).
As cores de seu pavilhão representam: vermelho (sangue, vida), azul (purificação), amarelo (o ouro) e branco (a paz). 
No ano de 2018 a escola iniciou uma reformulação em boa parte de sua gestão, com a vinda do carnavalesco Mauro Xuxa,coreógrafo Renato Martins, ala musical e toda sua direção de bateria, para tentar o título do Grupo 2 UESP, com o tema "A Divina Arte de se Comunicar". Por conta de um problema envolvendo o carro abre alas da escola e os cabos de telefonia e energia da avenida que sediava o desfile no Butantã, culminou em problemas com a evolução da escola acabando em 8º lugar naquele ano.  
Em 2019, com o tema "Em Busca do Ouro e da Sabedoria" a escola sofreu com um incidente em sua quadra, que foi inundada devido as enchentes na região no mês de fevereiro as vésperas do desfile e em poucos dias a escola conseguiu terminar toda a plástica e então realizar um belo desfile, sagrando assim depois de 30 anos campeã, possibilitando a volta para o Sambódramo do Anhembi.
Em 2020, com o tema "No Toque do Tambor Crença que o Tempo não Apaga" a escola foi penalizada por problemas com alegoria e fantasia, sendo então novamente rebaixada para o Grupo Especial de Bairros.
Em 2021 ocorreu o adiamento do carnaval de São Paulo devido a pandemia de COVID-19 e em 2022 um novo adiantamento para o mês de abril por conta da nova variante Ômicron. 
Para o próximo carnaval a escola busca novamente ingressar ao grupo de acesso II no Anhembi com o tema "Amazonia, a Esperança do Mundo é Você".  

## Segmentos

### Presidentes
| Nome                                    |  | Mandato          |  |
| --------------------------------------- |  | ---------------- |  |
| Cláudio Pedro Barbosa Adão - "Manteiga" |  | 2008 - 2014      |  |
| Hudson Pinheiro dos Santos - "Ticão"    |  | 2015 - 2020      |  |
| João José                               |  | 2020 - 2023      |  |
| Fernanda Lopes                          |  | 2024- Atualidade |  |

### Coreógrafos
| Ano               | Nome              |
| ----------------- | ----------------- |
| 2015 - 2017       | Ricardo Negreiros |
| 2018 - Atualidade | Renato Martins    |

### Casais de Mestre-sala e Porta-bandeira
| Ano              | Nome                              |
| ---------------- | --------------------------------- |
| 2017 - 2018      | Cláudio e Claudia Adão            |
| 2019             | Marcos Antônio e Virgínia Ribeiro |
| 2020 - 2024      | Fabiano Dourado e Simone Costa    |
| 2025- Atualidade | Rud e Sandy                       |

### Corte de Bateria
| Anos             | Rainha de bateria | Madrinha         | Rei de Bateria |
| ---------------- | ----------------- | ---------------- | -------------- |
| 2018             | Vitória Regina    |                  |                |
| 2019             | Victória Santos   | Dayane Pontes    |                |
| 2020 - 2023      | Victória Santos   | Dayane Pontes    |                |
| 2024- Atualidade | Joyce Lima        | Rhawane Izzidoro | Victor Ribeiro |

## Carnavais
| Ano  | Colocação | Grupo | Enredo | Carnavalesco | Ref.         |
| ---- | --- | --- | --- | --- | ------------ |
| 1974 | Desclassificada | 1-UESP | Cana Caiana | Antônio Juarez |              |
| 1975 | Não desfilou | Não desfilou | Não desfilou | Não desfilou | Não desfilou |
| 1976 | 5º lugar | 1-UESP | Sonho de Um Poeta - Castro Alves | Do Carmo |              |
| 1977 | 9º lugar | Acesso | Reisado Alagoano | José Roberto de Souza e Antônio Julião                                                                                 |              |
| 1978 | 8º lugar | Acesso | Ogun, o que veio da África | José Roberto de Souza                                                                                                  |              |
| 1979 | 5º lugar | Acesso | Homenagem ao Rei da Voz | José Roberto de Souza e B. Lobo                                                                                        |              |
| 1980 | 5º lugar | Acesso | A Casa da Mina | José Roberto de Souza                                                                                                  |              |
| 1981 | 4º lugar | Acesso | O Sonho de um Imperador | Osmar Aílton Fillipin                                                                                                  |              |
| 1982 | Campeã | Acesso | Remotas Gerações a Caminho do Brasil | B. Lobo |              |
| 1983 | 7º lugar | Especial | Exaltação ao Criador | José Maria Zolesi |              |
| 1984 | 9º lugar | Especial | Brasil, Maravilhosa Mistura de Raças | José Maria Zolesi |              |
| 1985 | Campeã | Acesso | Fascinação, O Carnaval Paulista Através dos Tempos                                                                                      | José Maria Zolesi |              |
| 1986 | 10º lugar | Especial | A Magia de Tucumã | Pedro Pinotti |              |
| 1987 | Vice-campeã | Acesso | O Imortal dos Imortais - Vinícius de Moraes                                                                                             | José Palumbra e Nelson de Abreu                                                                                        |              |
| 1988 | 12º lugar | Especial | Me Engana Que eu Gosto | Luiz Fernando |              |
| 1989 | 11º lugar | Acesso | É Com Esse Que Eu Vou | José Maria Zolesi |              |
| 1990 | Campeã | 1-UESP | Isto é Brasil, Música Através dos Tempos - Silas de Oliveira                                                                            | José Roberto de Souza e Sobrinho                                                                                       |              |
| 1991 | 10º lugar | Acesso | 25 de Agosto - Dia do Feirante | José Roberto de Souza                                                                                                  |              |
| 1992 | 7º lugar | Acesso | Cadê Eu, Cadê Você, Nessa TV | Comissão de Carnaval                                                                                                   |              |
| 1993 | 4º lugar | 1-UESP | Palmares, Um Grito de Liberdade | José Roberto de Souza                                                                                                  |              |
| 1994 | Vice-campeã | 1-UESP | Amazônia, Seus Mistérios e Magias | Zé Português |              |
| 1995 | 8º lugar | Acesso | Um Mundo Feito a Mão | Zé Português |              |
| 1996 | 10º lugar | Acesso | Conto, Encanto e Desencanto - A Saga do Preto Nicolau                                                                                   | Kátia e Fátima |              |
| 1997 | 10º lugar | Acesso | Astros, estrelas e cia. | José Carlos Lisboa |              |
| 1998 | 5º lugar | 1-UESP | E a Flor Decretou... Façam Seus Jogos                                                                                                   | Solano Corrêa Marques                                                                                                  |              |
| 1999 | 3º lugar | 1-UESP | Os Sete Mares da Minha Terra | Hernani Siqueira |              |
| 2000 | 3º lugar | 1-UESP | Um Canto de Brasilidade | Hernani Siqueira |              |
| 2001 | 7º lugar | Acesso | Do Sonho a Realidade... São Paulo a Grande Majestade                                                                                    | Ricardo Reis |              |
| 2002 | 5º lugar | 1-UESP | Quem Dança Se Encanta Com os Passos da Dança                                                                                            | Lina Duarte |              |
| 2003 | 4º lugar | 1-UESP | Embu de Todas as Artes | José Carlos Lisboa |              |
| 2004 | 6º lugar | 1-UESP | Do Lado Direito da Rua Direita | Comissão de Carnaval                                                                                                   |              |
| 2005 | 11º lugar | 1-UESP | O Canto das Lamentações | João Sane Malagutti |              |
| 2006 | 4º lugar | 2-UESP | Olhos da Claridade Iluminai a Escuridão                                                                                                 | Comissão de Carnaval                                                                                                   |              |
| 2007 | Vice-campeã | 2-UESP | Ô Abre Alas, Que a Flor Vai Passar | Comissão de Carnaval                                                                                                   |              |
| 2008 | 10º lugar | 1-UESP | Mentes Brilhantes, A Negritude que Fez e Faz a História                                                                                 | Comissão de Carnaval                                                                                                   |              |
| 2009 | 5º lugar | 2-UESP | Dito Pelo Não Dito, A Flor Vem Cantar, Por Ora Dito                                                                                     | Lynno Brandão |              |
| 2010 | 3º lugar | 2-UESP | Cores e Sons de Uma Ilha Tropical. Salve São Luís do Maranhão                                                                           | Comissão de Carnaval                                                                                                   |              |
| 2011 | Vice-campeã | 2-UESP | É Mais Que Um Caso de Amor, É Paixão, Flor de Vila Dalila, A Escola de Samba do Meu Coração                                             | Lynno Brandão |              |
| 2012 | 10º lugar | 1-UESP | Na vida do homem e da natureza a eterna busca do renascimento                                                                           | Comissão de Carnaval                                                                                                   |              |
| 2013 | 7º lugar | 2-UESP | "O Circo chegou" No picadeiro da alegria Flor de Vila Dalila comemora 40 anos de folia!                                                 | Hernani Siqueira |              |
| 2014 | 8º lugar | 2-UESP | Artesanato: Oficio e arte, cultura e tradição, sustento e trabalho que contam histórias de nossa nação, revelando seu povo com as mãos. | Comissão de Carnaval                                                                                                   | [ 2 ]        |
| 2015 | Vice-campeã | 2-UESP | O samba pede passagem com Moisés da Rocha                                                                                               | Cesar Hukamura | [ 3 ]        |
| 2016 | 11º lugar | 1-UESP | Da magia da avenida, aos palcos da vida - Royce do Cavaco                                                                               | Diego Tadeu |              |
| 2017 | 9° lugar | 2-UESP | A chama da minha vela irá seduzir você.                                                                                                 | Diego Tadeu |              |
| 2018 | 8º lugar | 2-UESP | A divina arte de se comunicar. | Mauro Xuxa | [ 4 ]        |
| 2019 | Campeã | Especial de Bairros | Em Busca do Ouro e da Sabedoria. | Mauro Xuxa | [ 5 ]        |
| 2020 | 12º lugar | Acesso 2 | No toque do tambor… Crença que o tempo não apaga.                                                                                       | Diego Tadeu | [ 6 ]        |
| 2021 | Inicialmente adiados para o mês de julho, os desfiles do Carnaval 2021 foram cancelados devido a pandemia de Covid-19. | Inicialmente adiados para o mês de julho, os desfiles do Carnaval 2021 foram cancelados devido a pandemia de Covid-19. | Inicialmente adiados para o mês de julho, os desfiles do Carnaval 2021 foram cancelados devido a pandemia de Covid-19.                  | Inicialmente adiados para o mês de julho, os desfiles do Carnaval 2021 foram cancelados devido a pandemia de Covid-19. | [ 7 ]        |
| 2022 | 4º lugar | Especial de Bairros | Amazônia, a esperança do mundo é você!                                                                                                  | Diego Tadeu | [ 8 ]        |
| 2023 | 8º Lugar | Especial de Bairros | O Abram Alas que este chão também é meu                                                                                                 | Mauro Xuxa | [ 9 ]        |
| 2024 | 10º Lugar | Especial de Bairros | A Flor Exalta o Humor e a Alegria | | [ 10 ]       |
| 2025 | | Acesso de Bairros 1 | Eu sou Dalila, não posso negar. | Marco Aurélio Ruffino                                                                                                  |              |